# Isochaetides hamatus
Isochaetides hamatus är en ringmaskart som först beskrevs av Moore 1905.  Isochaetides hamatus ingår i släktet Isochaetides och familjen glattmaskar. Inga underarter finns listade i Catalogue of Life.